# Список сезонів Формули-1
Уже пройшло шістдесят три сезони Формули-1 (F1), автоперегонів найвищого класу серед автомобілів з відкритими колесами під егідою Міжнародної Автомобільної Федерації (FIA). Сезон чемпіонату світу з F1 складається із серії перегонів, відомих під назвою Гран-прі, котрі як правило, проводяться на спеціально побудованих трасах, а в деяких етапах і на закритих вулицях міста, найвідомішим з яких є Гран-прі Монако в Монте-Карло. Результати всіх Гран-прі сумуються, щоб визначити щорічного чемпіона світу та найкращого конструктора.
Титул чемпіона присуджують найуспішнішому, протягом сезону, пілоту, якого визначають за допомогою системи очок. Перший Чемпіон світу з Формули-1 був відзначений після першого сезону в 1950. Кубок конструктора вручають найуспішнішому, протягом сезону, конструктору, якого визначають за допомогою системи очок. Кубок конструктора почали вручати після завершення сезону 1958 року.

## Список сезонів
| Сезон | Гран-Прі | Чемпіон (команда)                       | Кубок конструкторів  |
| ----- | -------- | --------------------------------------- | -------------------- |
| 1950  | 7        | Ніно Фаріна (Alfa Romeo)                | Не присуджували      |
| 1951  | 8        | Хуан Мануель Фанхіо (Alfa Romeo)        | Не присуджували      |
| 1952  | 8        | Альберто Аскарі (Ferrari)               | Не присуджували      |
| 1953  | 9        | Альберто Аскарі (Ferrari)               | Не присуджували      |
| 1954  | 9        | Хуан Мануель Фанхіо (Maserati/Mercedes) | Не присуджували      |
| 1955  | 7        | Хуан Мануель Фанхіо (Mercedes)          | Не присуджували      |
| 1956  | 8        | Хуан Мануель Фанхіо (Ferrari)           | Не присуджували      |
| 1957  | 8        | Хуан Мануель Фанхіо (Maserati)          | Не присуджували      |
| 1958  | 11       | Майк Хоторн (Ferrari)                   | Vanwall              |
| 1959  | 9        | Джек Бребем (Cooper)                    | Cooper-Climax        |
| 1960  | 10       | Джек Бребем (Cooper)                    | Cooper-Climax        |
| 1961  | 8        | Філ Хілл (Ferrari)                      | Ferrari              |
| 1962  | 9        | Грем Хілл (BRM)                         | BRM                  |
| 1963  | 10       | Джим Кларк (Lotus)                      | Lotus-Climax         |
| 1964  | 10       | Джон Сертіс (Ferrari)                   | Ferrari              |
| 1965  | 10       | Джим Кларк (Lotus)                      | Lotus-Climax         |
| 1966  | 9        | Джек Бребем (Brabham)                   | Brabham-Repco        |
| 1967  | 11       | Денні Хальм (Brabham)                   | Brabham-Repco        |
| 1968  | 12       | Грем Хілл (Lotus)                       | Lotus-Ford           |
| 1969  | 11       | Джекі Стюарт (Tyrrell)                  | Matra-Ford           |
| 1970  | 13       | Йохен Ріндт (Lotus)                     | Lotus-Ford           |
| 1971  | 11       | Джекі Стюарт (Tyrrell)                  | Tyrrell-Ford         |
| 1972  | 12       | Емерсон Фіттіпальді (Lotus)             | Lotus-Ford           |
| 1973  | 15       | Джекі Стюарт (Tyrrell)                  | Lotus-Ford           |
| 1974  | 15       | Емерсон Фіттіпальді (McLaren)           | McLaren-Ford         |
| 1975  | 14       | Нікі Лауда (Ferrari)                    | Ferrari              |
| 1976  | 16       | Джеймс Хант (McLaren)                   | Ferrari              |
| 1977  | 17       | Нікі Лауда (Ferrari)                    | Ferrari              |
| 1978  | 16       | Маріо Андретті (Lotus)                  | Lotus-Ford           |
| 1979  | 15       | Джоді Шектер (Ferrari)                  | Ferrari              |
| 1980  | 14       | Ален Джонс (Williams)                   | Williams-Ford        |
| 1981  | 15       | Нельсон Піке (Brabham)                  | Williams-Ford        |
| 1982  | 16       | Кеке Росберг (Williams)                 | Ferrari              |
| 1983  | 15       | Нельсон Піке (Brabham)                  | Ferrari              |
| 1984  | 16       | Нікі Лауда (McLaren)                    | McLaren-TAG          |
| 1985  | 16       | Ален Прост (McLaren)                    | McLaren-TAG          |
| 1986  | 16       | Ален Прост (McLaren)                    | Williams-Honda       |
| 1987  | 16       | Нельсон Піке (Williams)                 | Williams-Honda       |
| 1988  | 16       | Айртон Сенна (McLaren)                  | McLaren-Honda        |
| 1989  | 16       | Ален Прост (McLaren)                    | McLaren-Honda        |
| 1990  | 16       | Айртон Сенна (McLaren)                  | McLaren-Honda        |
| 1991  | 16       | Айртон Сенна (McLaren)                  | McLaren-Honda        |
| 1992  | 16       | Найджел Менселл (Williams)              | Williams-Renault     |
| 1993  | 16       | Ален Прост (Williams)                   | Williams-Renault     |
| 1994  | 16       | Міхаель Шумахер (Benetton)              | Williams-Renault     |
| 1995  | 17       | Міхаель Шумахер (Benetton)              | Benetton-Renault     |
| 1996  | 16       | Деймон Хілл (Williams)                  | Williams-Renault     |
| 1997  | 17       | Жак Вільньов (Williams)                 | Williams-Renault     |
| 1998  | 16       | Міка Хаккінен (McLaren)                 | McLaren-Mercedes     |
| 1999  | 16       | Міка Хаккінен (McLaren)                 | Ferrari              |
| 2000  | 17       | Міхаель Шумахер (Ferrari)               | Ferrari              |
| 2001  | 17       | Міхаель Шумахер (Ferrari)               | Ferrari              |
| 2002  | 17       | Міхаель Шумахер (Ferrari)               | Ferrari              |
| 2003  | 16       | Міхаель Шумахер (Ferrari)               | Ferrari              |
| 2004  | 18       | Міхаель Шумахер (Ferrari)               | Ferrari              |
| 2005  | 19       | Фернандо Алонсо (Renault)               | Renault              |
| 2006  | 18       | Фернандо Алонсо (Renault)               | Renault              |
| 2007  | 17       | Кімі Райкконен (Ferrari)                | Ferrari              |
| 2008  | 18       | Льюїс Хемілтон (McLaren)                | Ferrari              |
| 2009  | 17       | Дженсон Баттон (Brawn)                  | Brawn-Mercedes       |
| 2010  | 19       | Себастьян Феттель (Red Bull)            | Red Bull-Renault     |
| 2011  | 19       | Себастьян Феттель (Red Bull)            | Red Bull-Renault     |
| 2012  | 20       | Себастьян Феттель (Red Bull)            | Red Bull-Renault     |
| 2013  | 19       | Себастьян Феттель (Red Bull)            | Red Bull-Renault     |
| 2014  | 19       | Льюїс Хемілтон (Mercedes)               | Mercedes             |
| 2015  | 19       | Льюїс Хемілтон (Mercedes)               | Mercedes             |
| 2016  | 21       | Ніко Росберг (Mercedes)                 | Mercedes             |
| 2017  | 20       | Льюїс Хемілтон (Mercedes)               | Mercedes             |
| 2018  | 21       | Льюїс Хемілтон (Mercedes)               | Mercedes             |
| 2019  | 21       | Льюїс Хемілтон (Mercedes)               | Mercedes             |
| 2020  | 17       | Льюїс Хемілтон (Mercedes)               | Mercedes             |
| 2021  | 22       | Макс Ферстаппен (Red Bull)              | Mercedes             |
| 2022  | 22       | Макс Ферстаппен (Red Bull)              | Red Bull-RBPT        |
| 2023  | 22       | Макс Ферстаппен (Red Bull)*             | Red Bull-Honda RBPT* |

- * — сезон триває

## Виноски
1. ↑  У сезоні 2020 року було заплановано 22 гонки до того, як через пандемію COVID-19 було скасовано 13 гонок та додано нові Гран-прі до календаря.[1]
2. ↑  Обмеження, пов’язані з COVID-19, призвели до того, що сезон 2021 року включав 22 гонки замість запланованих 23 із додаванням нових Гран-прі та скасуванням п’яти запланованих.[2]
3. ↑  Через російське вторгнення в Україну в 2022 році та скасування Гран-прі Росії сезон 2022 року включав 22 гонки замість спочатку запланованих 23, FIA вирішила не замінювати скасоване Гран-прі .[3]
4. ↑  Через триваючі обмеження, пов’язані з COVID-19 у Китаї, які змусили скасувати Гран-прі Китаю, очікувалося, що сезон включатиме 23 гонки замість спочатку запланованих 24 змагань, FIA вирішила не замінювати цю гонку.[4] Гран-прі Емілії-Романьї пізніше було скасовано через проливні дощі та повені в Емілія-Романьї, що скоротило календар до 22 Гран-прі.[5]